# Bataille de Gerchsheim
Guerre austro-prussienne
Batailles
- front austro-prussien

- Hühnerwasser
- Podol
- Trautenau
- Nachod
- Langensalza
- Oswiecim
- Münchengrätz
- Soor
- Skalitz
- Gitschin
- Königinhof
- Schweinschædel
- Sadowa (Königgrätz)
- Dermbach
- Kissingen
- Frohnhofen
- Aschaffenbourg
- Hundheim
- Blumenau
- Tauberbischofsheim
- Werbach
- Helmstadt/Uettingen
- Gerchsheim
- Uettingen/Roßbrunn/Hettstadt

- front austro-italien

- Custoza
- Val Vestino
- Cimego
- Pieve di Ledro
- Monte Nota
- Monte Suello
- Lissa
- Bezzecca
- Primolano
- Borgo
- Cimego
- Levico
- Versa

La bataille de Gerchsheim est une bataille d'artillerie de la campagne du Main de la guerre austro-prussienne le 25 juillet 1866 entre l'Alliance prussienne et l'armée fédérale allemande

## Contexte
Après son invasion de Francfort, le commandant de l'armée principale prussienne, Vogel von Falckenstein, est rappelé et remplacé par Edwin von Manteuffel. De plus, l'armée est portée à 60 000 hommes. Après avoir traversé l'Odenwald, des batailles ont lieu jusqu'au 25 juillet avec des unités badoises, hessoises et wurtembergeoises du 8e corps d'armée de l'armée fédérale dans la région de la Tauber.
Composé de quatre divisions, le 8e corps fédéral sous le commandement d'Alexandre de Hesse-Darmstadt se déploie aux endroits suivants le jour de la bataille du matin:
1re division (wurtembergeoise) en réserve entre Großrinderfeld et Gerchsheim sous les ordres du lieutenant-général Oskar von Hardegg
2e division (badoise) sur l'aile droite près de Steinbach sous les ordres du lieutenant-général prince Guillaume de Bade
3e division (grand-ducale hessoise) au centre près de Brunntal sous les ordres du lieutenant-général von Perglas
4e division (austro-nassauvienne (de)) sur l'aile gauche à Großrinderfeld sous les ordres du maréchal-lieutenant Erwin von Neipperg
Le front est orienté vers l'ouest et cette formation de combat part du principe que le corps d'armée bavarois prolongera cette ligne vers le nord, comme cela a été convenu le 19 juillet à Tauberbischofsheim entre le 7e et le 8e corps d'armée. Le 8e corps d'armée s'est mis d'accord sur ce point.
Le 7e corps d'armée de l'armée fédérale est formé par l'armée bavaroise. Ce corps, dirigé par le prince Charles de Bavière, est basé dans la région de Wurtzbourg. Charles de Bavière est également le commandant suprême des troupes fédérales dans les États allemands du Sud (= armée ouest-allemande) et l'objectif est de mener les deux corps fédéraux ensemble contre l'armée principale prussienne au combat.
L'armée du Main prussienne se compose de trois divisions dirigées par Edwin von Manteuffel qui se forment le 25 juillet à 10 h dans les positions suivantes :
13e division d'infanterie sous le lieutenant-général August Karl von Goeben - près de Bischofsheim
25e brigade d'infanterie (Ferdinand von Kummer)
26e brigade d'infanterie (de) (Karl von Wrangel)
division combinée sous le commandement du général de division Gustav Friedrich von Beyer - à Werbach
division combinée sous le commandement du général de division Eduard Moritz von Flies - à Urphar

## Unités impliquées
Lors de cette bataille locale du 25 juillet 1866 (environ trois semaines après la bataille décisive de Sadowa) à Gerchsheim la 13e division d'infanterie (Goeben) ainsi que le 8e corps d'armée fédéral sous le commandement du prince Alexandre de Hesse-Darmstadt s'affrontent.

Ordre de bataille des unités participantes à une représentation contemporaine :

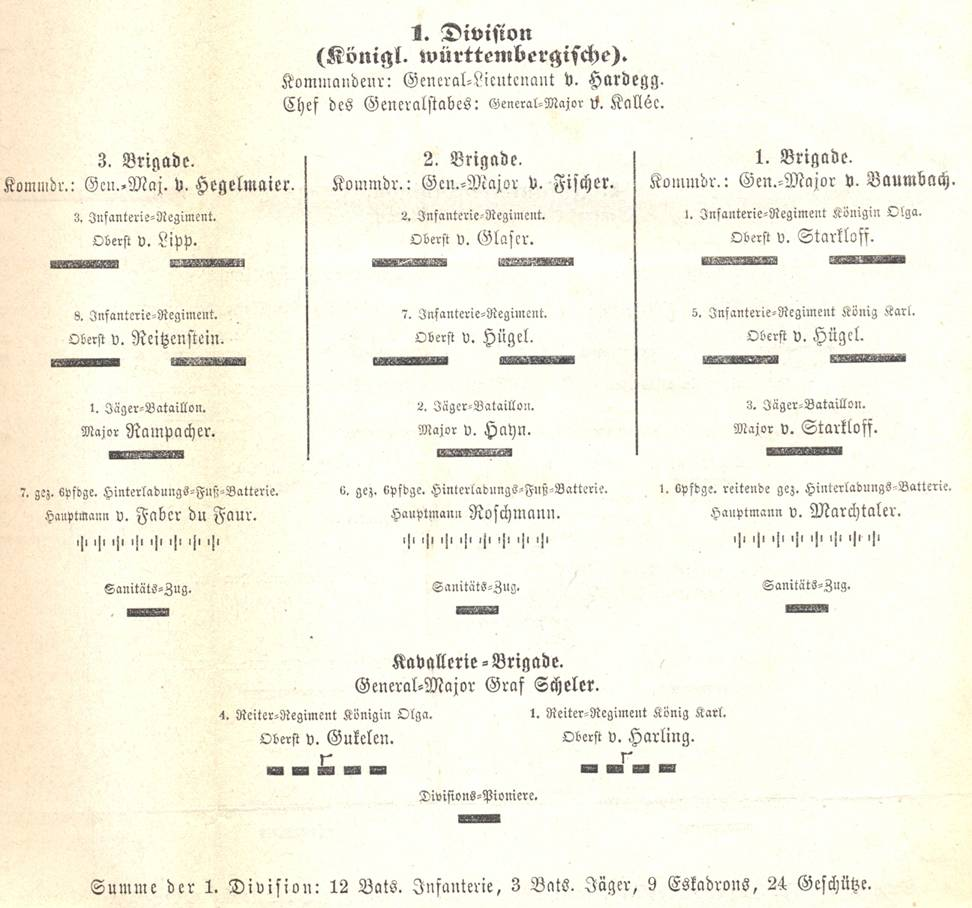
1re division (wurtembergeoise) du VIIIe corps d'armée fédéral 1866
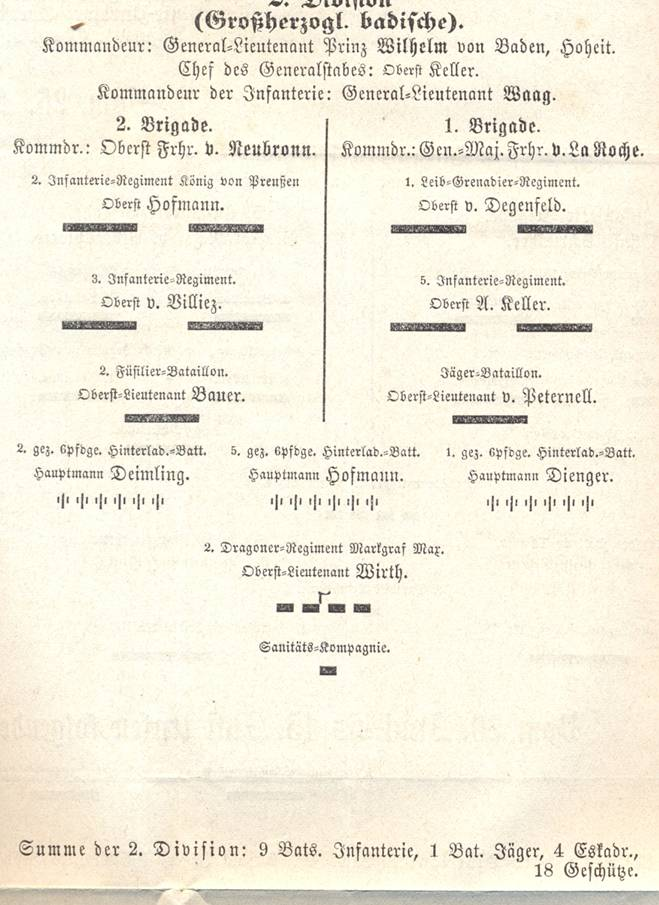
2e division (badoise) du 8e corps d'armée fédéral 1866
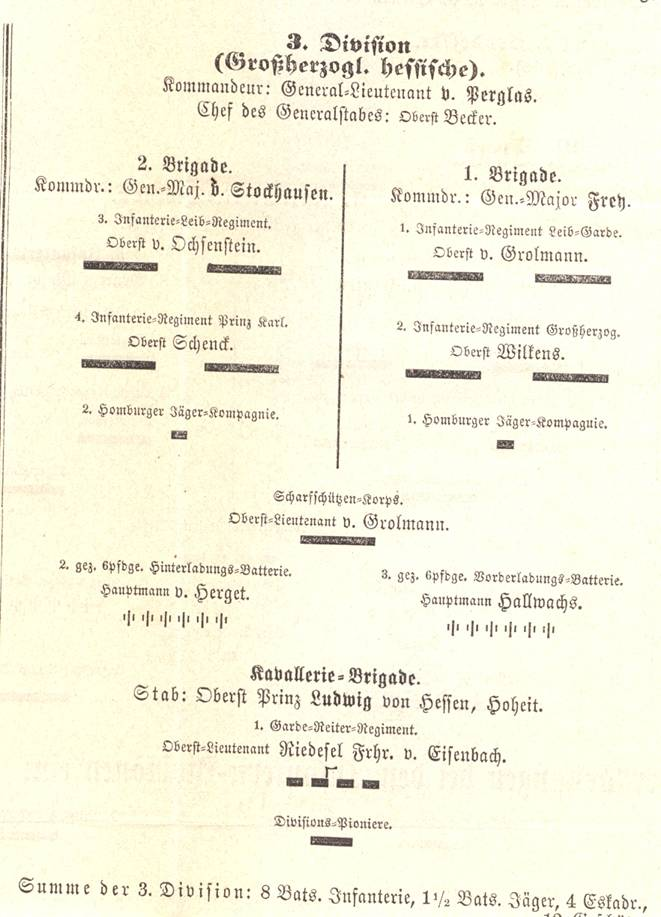
3e division (hessoise) du 8e corps d'armée fédéral 1866
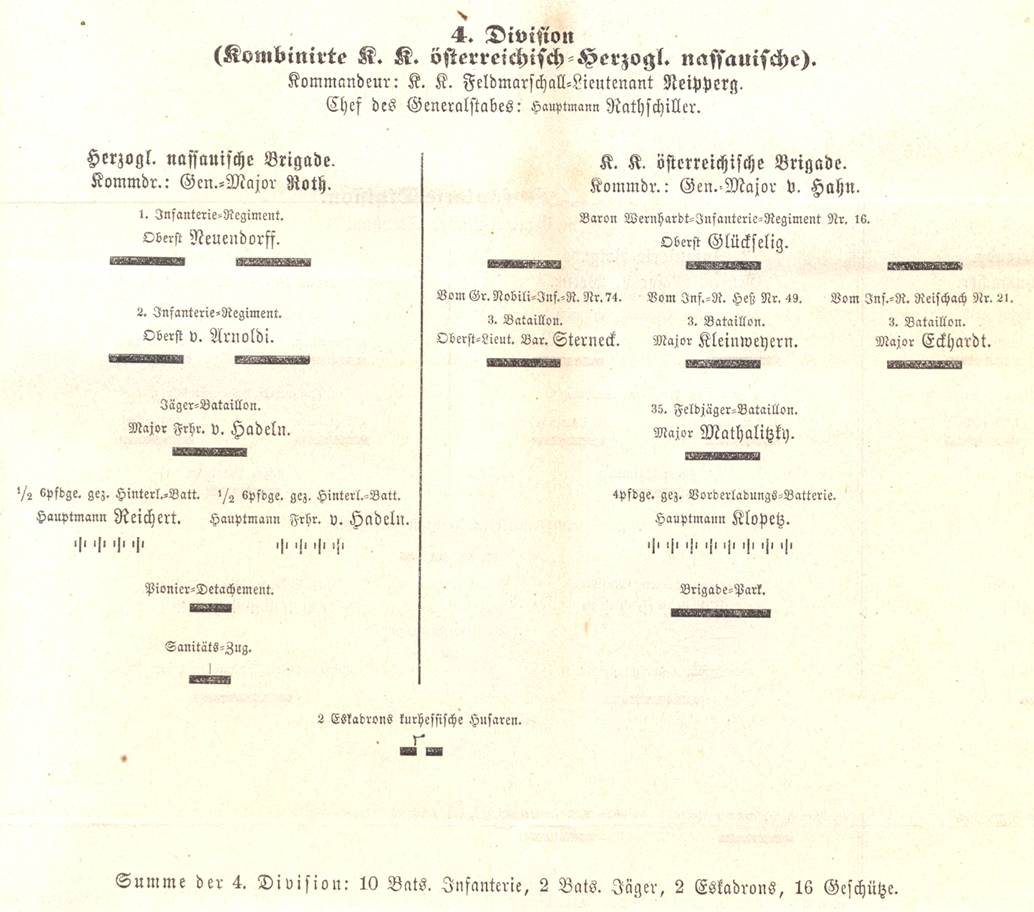
4e division (combinée) du 8e corps d'armée fédéral 1866
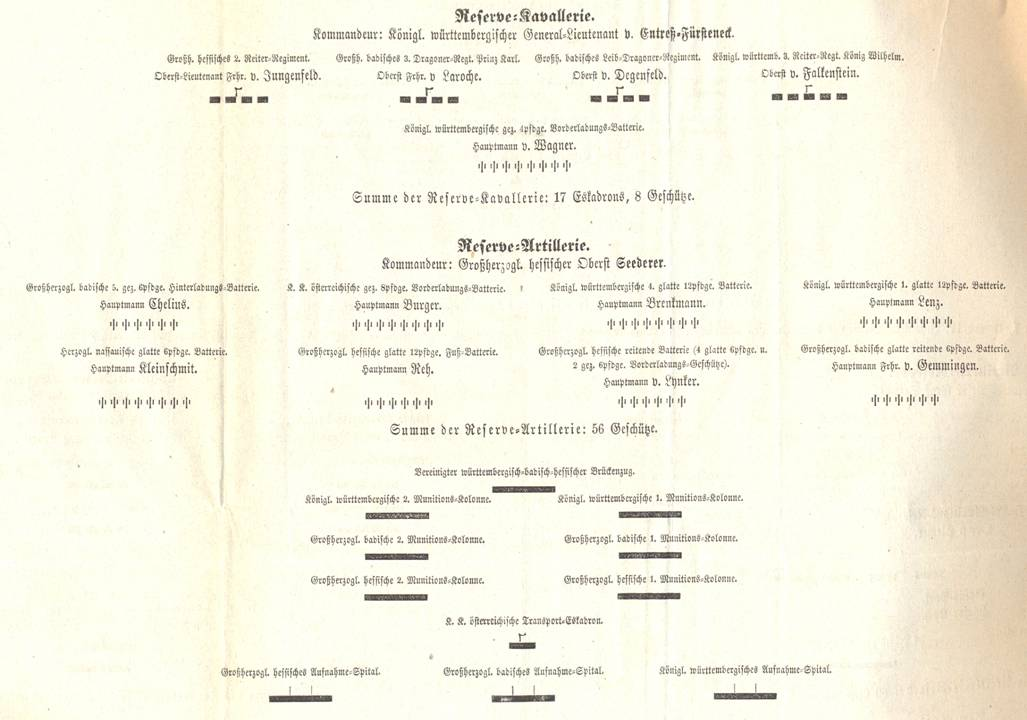
Cavalerie de réserve et artillerie de réserve dans le 8e corps d'armée fédéral 1866
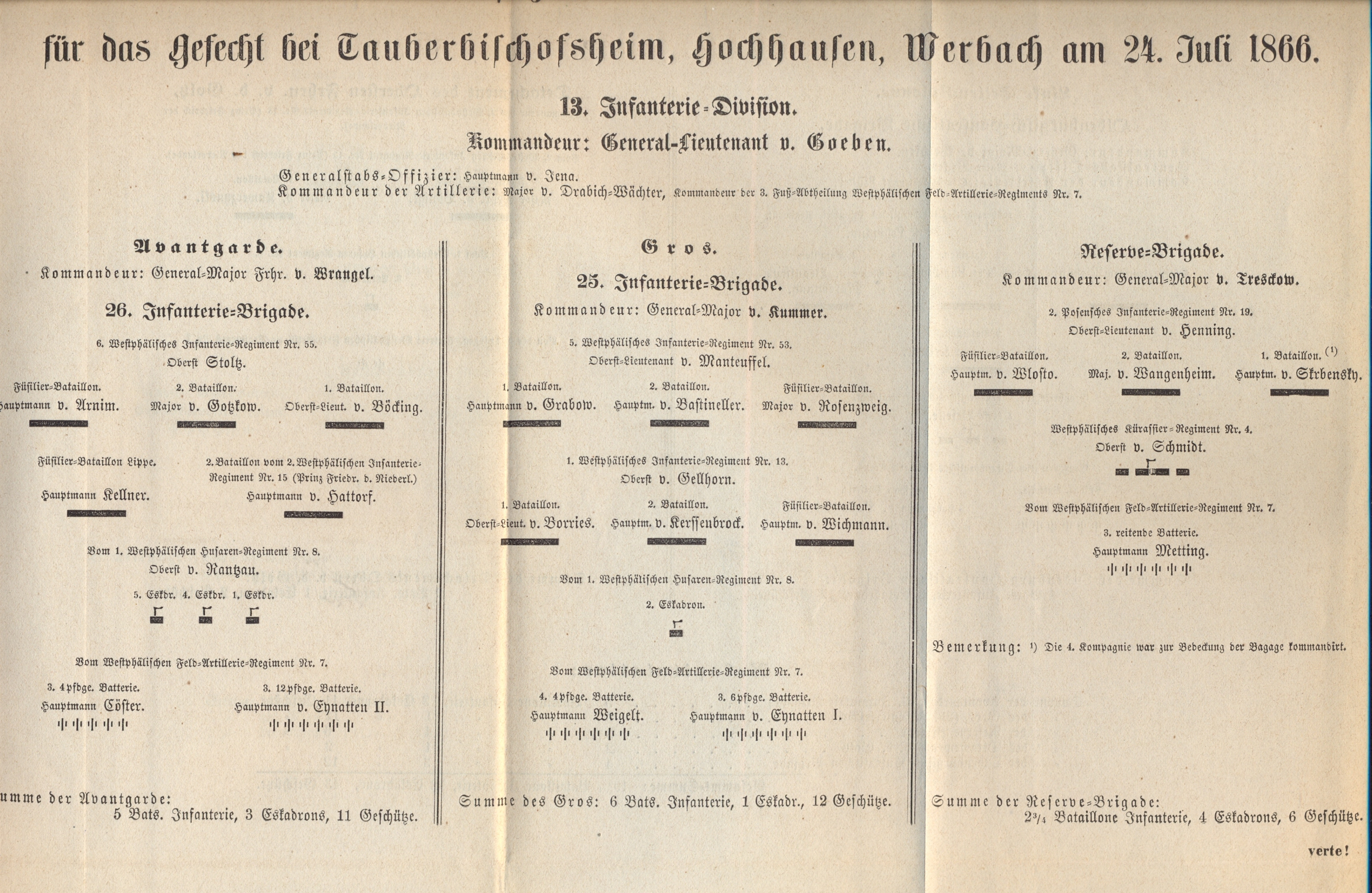
13e division d'infanterie (Goeben) 1866

## Situation initiale
Le 25 juillet, la division combinée prussienne Flies doit d'abord avancer d'Urphar jusqu'à Dertingen et faire des reconnaissances en direction de Remlingen, car la position du corps bavarois n'est pas claire. La division prussienne combinée Beyer doit prendre des positions près de Neubrunn et la division prussienne Goeben doit avancer via Großrinderfeld.
Le 8e corps d'armée attend le ralliement du corps bavarois pour prendre l'offensive contre l'armée prussienne du Main. Après que le 8e corps a été informé vers 11 heures que les troupes bavaroises ont reculé au nord sur Uettingen, le prince Alexandre voit son flanc droit menacé et fait reculer son corps sur la ligne Gerchsheim-Altertheim.
À 14 heures, les divisions du corps d'armée ont pris leurs nouvelles positions :
2e division (badoise) sur l'aile droite près d'Oberaltertheim
4e division (autrichienne-Nassau) sur les hauteurs au nord-ouest de Gerchsheim
3e division (grand-ducale de Hesse) derrière Gerchsheim en 2e ligne
1ère (Wurtemberg) Division derrière Gerchsheim en 2e ligne
Vers 13 heures, le prince Alexandre a reçu des nouvelles du prince Charles selon lesquelles deux divisions bavaroises avancent au nord et que le 8e Corps doit les accompagner en progressant à nouveau sur la ligne de la Tauber. Pour le prince Alexandre, cette information et cet ordre arrivent trop tard, car ses divisions sont déjà en train de reculer.
La division Goeben commence à avancer à 13 heures sur la route de Wurtzbourg, la 25e brigade d'infanterie sous les ordres du général-major von Kummer formant l'avant-garde, suivie de la brigade oldenbourgeoise-hanséatique Weltzien et de la brigade de réserve sous le commandement du général de division von Tresckow. La 26e brigade d'infanterie, sous les ordres du major général von Wrangel, couvre le flanc droit lors de la marche.

## Cours de la bataille
Avant de quitter la forêt de Hachtelwald (à mi-chemin entre Großrinderfeld et Gerchsheim), la brigade Kummer remarque les formations du 8e corps déployées à Gerchsheim. Goeben fait prendre à la brigade une position de combat dans la forêt et fait simultanément avancer la brigade Wrangel d'Ilmspan sur le flanc gauche du 8e Corps. Les 13e et 53e régiments d'infanterie de la brigade Kummer occupent la lisière de la forêt et les Prussiens déploient deux batteries de canons. Deux batteries autrichiennes et une batterie nassauvienne prennent immédiatement pour cible les canons prussiens à une distance de plus de deux kilomètres, ce qui cause non seulement des pertes aux Prussiens, mais aussi des dommages importants à plusieurs canons. Après que deux batteries wurtembergeoises du 8e corps soient intervenues dans le combat, les Prussiens doivent retirer leurs batteries derrière la forêt au bout de 45 minutes. L'artillerie pilonne alors les positions d'infanterie à la lisière de la forêt avant de passer à l'attaque avec la brigade nassauvienne. Une fois de plus, le fusil à aiguille prussien s'avère être un avantage et la brigade nassauvienne interrompt son attaque à 400 mètres de la lisière de la forêt. L'artillerie du 8e corps continue à bombarder la lisière de la forêt, mais le prince Alexandre ne parvient pas à entraîner ses divisions wurtembergeoise et hessoise dans une nouvelle attaque - les wurtembergeois se sont déjà retirés jusqu'à Kist. Vers 19 heures, la brigade Wrangel rejoint la bataille depuis Schönfeld. Sa batterie Coester pilonne l'artillerie du 8e corps et des éléments du 15e régiment d'infanterie (de) s'engagent dans une fusillade avec les troupes hessoises. L'artillerie du prince Alexandre se met alors à tirer sur le nouvel adversaire, ce qui amène Goeben à faire avancer à nouveau les batteries qui se sont retirées l'après-midi derrière la forêt ainsi que la batterie de la brigade oldenbourgeoise et à ouvrir le feu d'artillerie sur les batteries ennemies depuis la lisière de la forêt. En outre, les brigades Kummer et Weltzien avancent et le 8e corps ne résiste pas , se repliant sur Irtenberg.
Entre-temps, le prince Alexandre reçoit des nouvelles de la défaite bavaroise à Helmstadt et des parties de l'armée bavaroise en retraite commencent à bloquer les voies de retraite du 8e corps, qui sont en outre menacées par la brigade Wrangel. La division hessoise et la 2e brigade wurtembergeoise doivent couvrir la retraite du 8e corps. Cette retraite s'est déroulée de manière ordonnée au début, mais elle dégénère en chaos dans la forêt, ce que les Prussiens ne remarquent pas et n'exploitent donc pas.
Près de la maison forestière d'Irtenberg, un nouveau combat d'infanterie a lieu entre des unités de la brigade Wrangel et un bataillon hessois, un bataillon wurtembergeois et un bataillon badois, commandés par le Generalmajor von Fischer, commandant la 2e brigade wurtembergeoise. L'obscurité qui tombe à 21 heures sauve le 8e corps d'un désastre plus important et met fin au combat.
La division Goeben s'installe dans son camp de nuit près de Gerchsheim, le 8e corps à Kist, avec des troupes de réserve déjà retirées à Höchberg et Reichenberg près de Wurtzbourg.

## Conséquences
Le 26 juillet, le 8e corps se replie sur Wurtzbourg dans un état de désolation et le prince Charles de Bavière doit abandonner son projet d'offensive commune des deux corps fédéraux le 26 juillet. Alors que les Bavarois se rassemblent sur le plateau de Waldbüttelbrunn, le 8e corps s'installe sur le Nikolausberg devant Wurtzbourg pour couvrir, le cas échéant, une retraite des Bavarois sur le Main. Tandis que les Bavarois se battent encore à Uettingen et Roßbrunn pour empêcher une occupation prussienne de Wurtzbourg - en vain - l'Autriche conclut le 26 juillet avec la Prusse, séparément - sans ses alliés - la paix préliminaire de Nicolsbourg, en donnant par avance son accord aux éventuelles revendications territoriales que la Prusse imposerait lors des différentes négociations avec les puissances centrales des États allemands du Sud.

## Monuments
Dans le cimetière de Gerchsheim se trouve un monument à la mémoire des guerriers wurtembergeois tombés au combat. Le monument se compose d'une colonne conique (pyramide). Sur la partie supérieure se trouve une croix, devant laquelle se trouve une lanterne. Sur la partie inférieure se trouve le texte commémoratif, et en bas, deux branches de palmier. L'inscription est la suivante : Zu Ehren der am 25. Juli 1866 gefallenen 12 Württ. Krieger.
Une autre pierre commémorative se trouve sur la L 578 en direction de Großrinderfeld. Elle rend hommage à deux soldats prussiens tombés lors de la bataille de Gerchsheim.
Dans le cimetière de Tauberbischofsheim, une tombe avec une croix commémorative est érigée pour un sous-officier nassauvien qui est blessé à Gerchsheim et qui est décédé plus tard à Tauberbischofsheim.

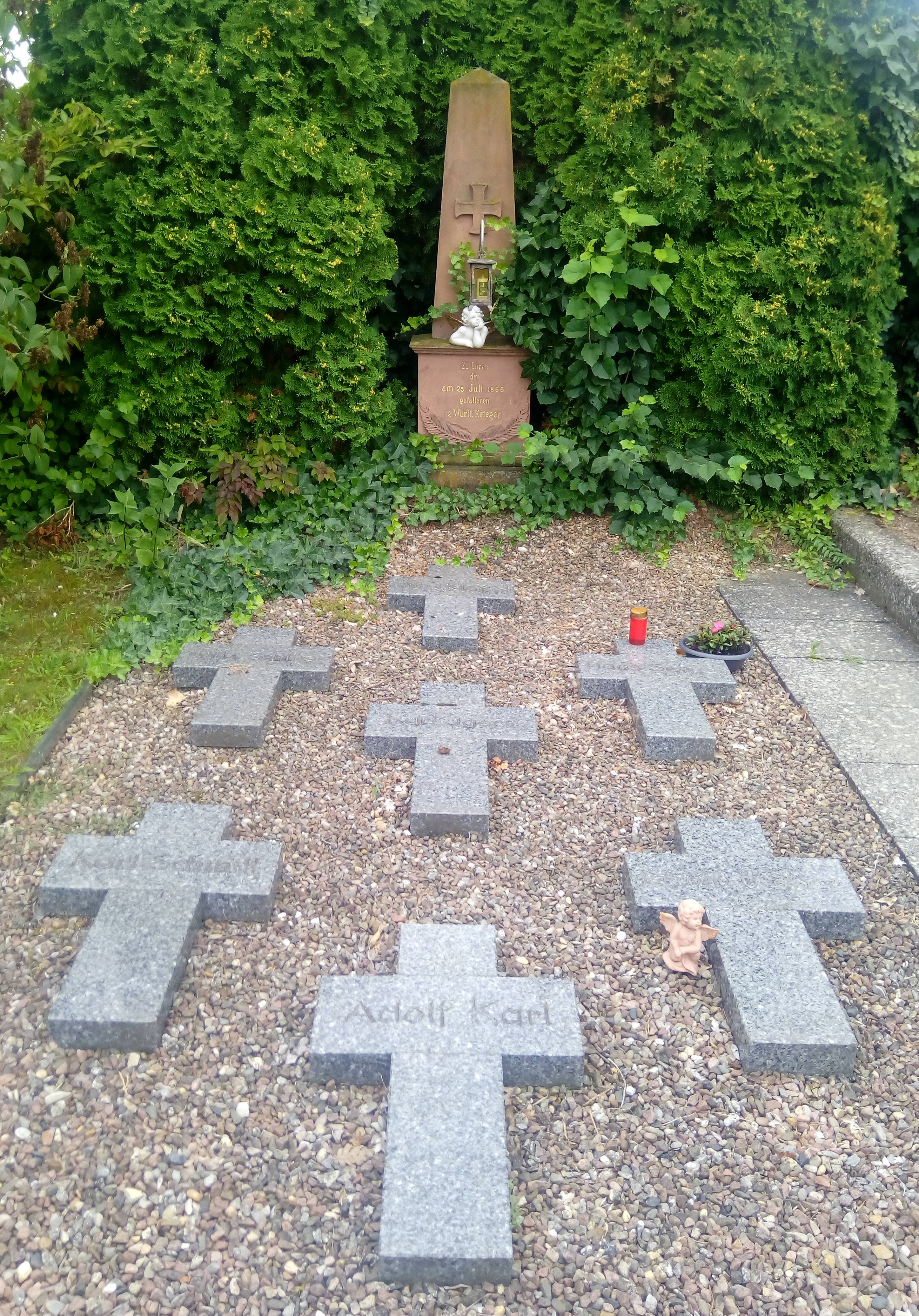
Cimetière de Gerchsheim, tombes et mémorial des soldats du Wurtemberg
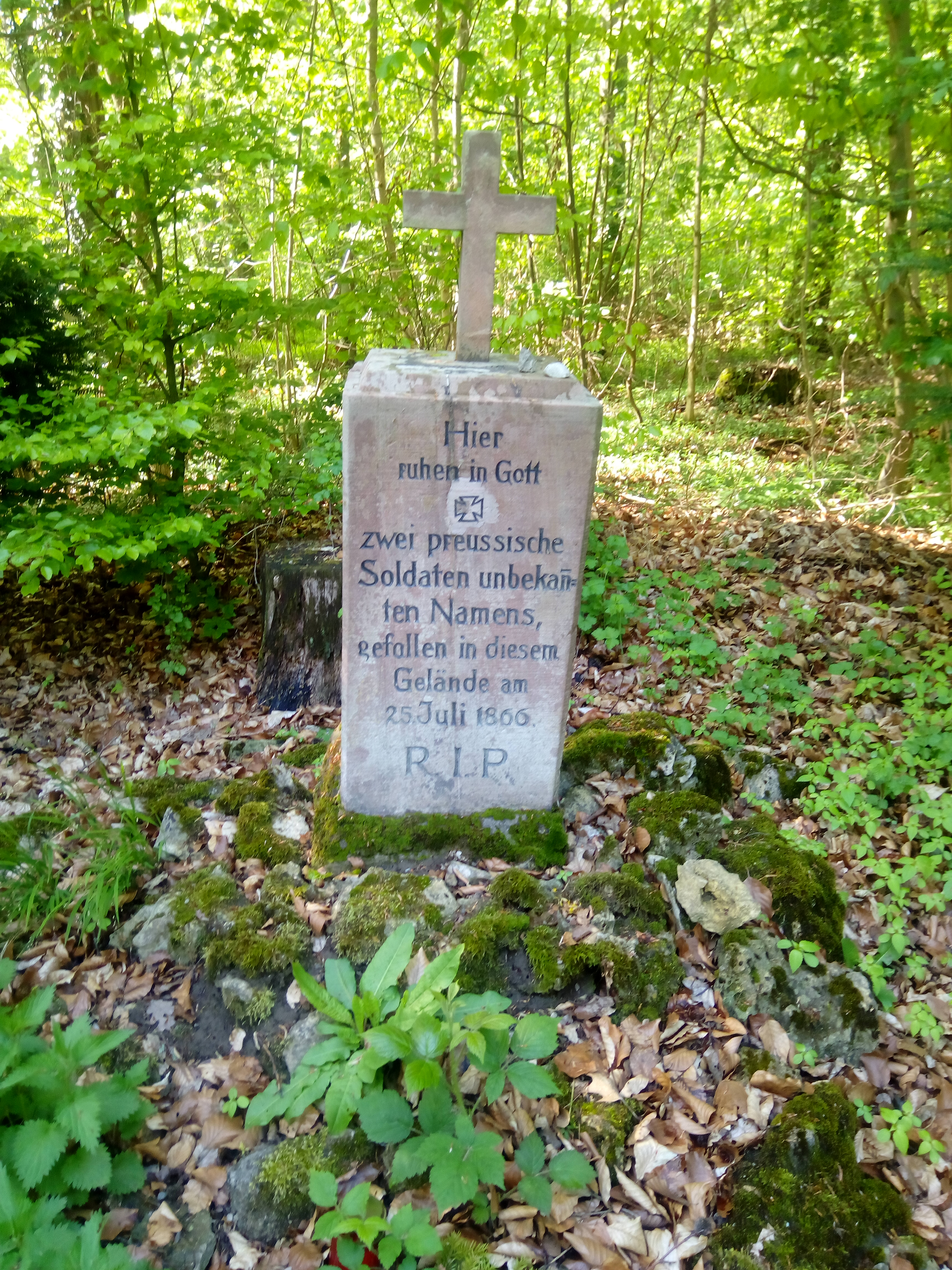
Tombe de soldat pour deux soldats prussiens
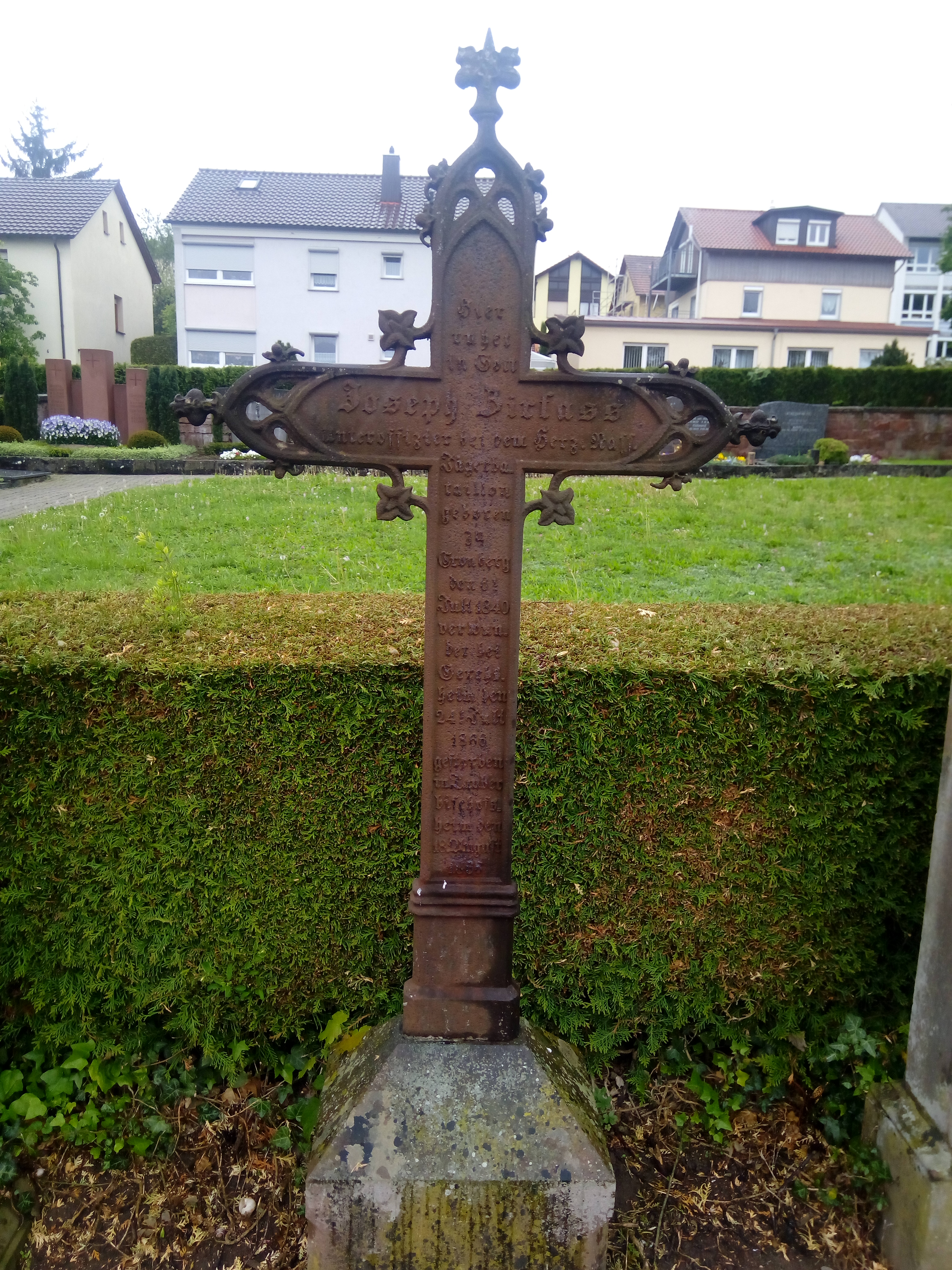
Tombe de soldat pour un sous-officier nassauvien
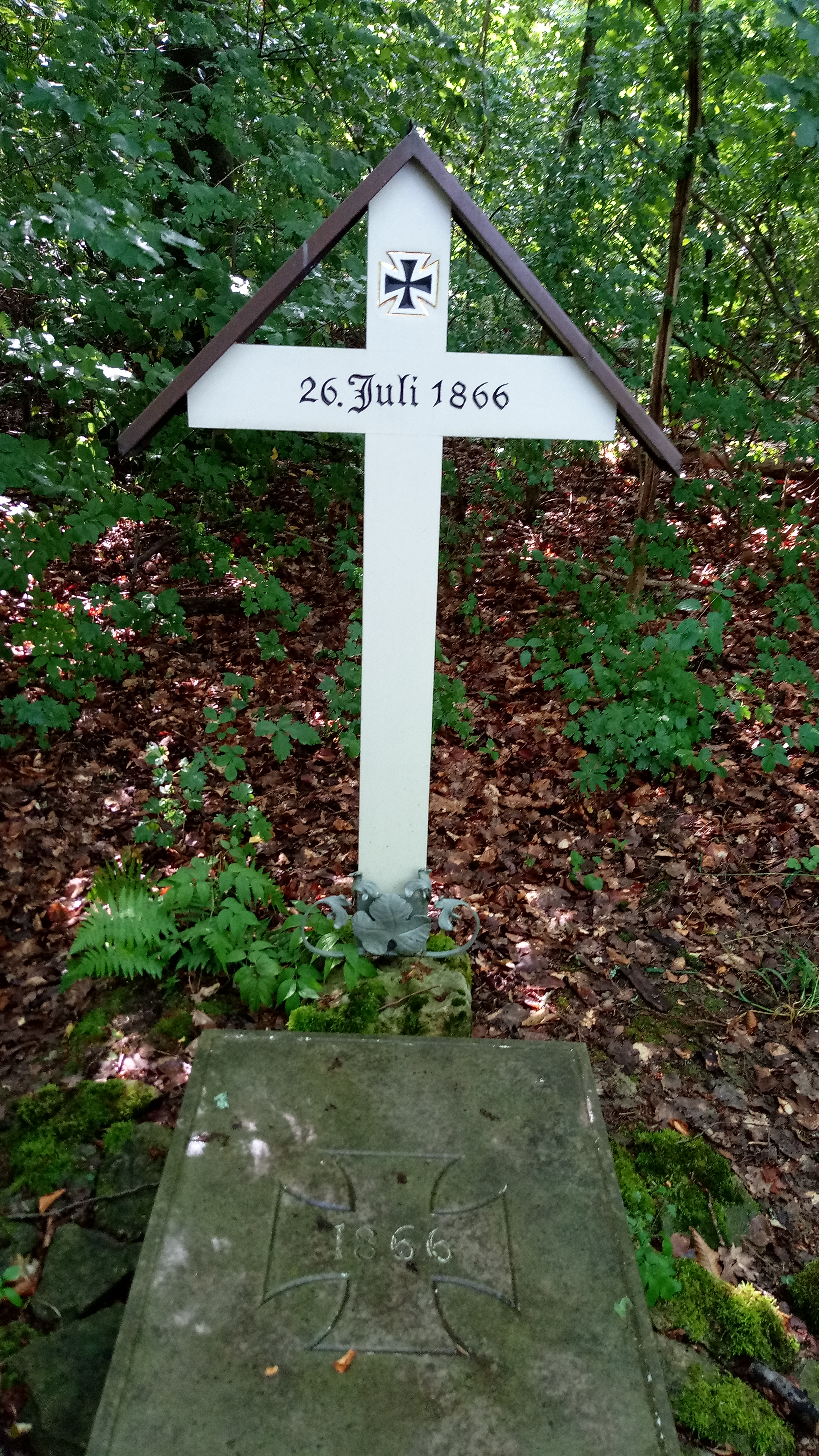
Tombe de soldat près de la maison forestière d'Irtenberg. Dans cette forêt, après le combat proprement dit, un combat d'arrière-garde a encore lieu entre le 8e corps fédéral et les Prussiens qui le suivent.